# Беззубцев Юрій
Юрій (Юшка) Беззyбцев (пом. після 1617) — син боярський, сотник путівських козаків, активний учасник подій Смутного часу. З роду дворян Беззубцевих, родичів Шереметєвих та Романових.

## Життєпис
Походив із путівських поміщиків. За даними окремої книги 1594 року, роду Беззубцевих (Афанасію Беззубцеву, його дітям Юрію та Мартіну) належала рілля біля річки Бронниці в Путивльському повіті. Юрій Беззубцев відіграв провідну роль у падінні потужної фортеці та торговельного центру Сіверської землі Путивля, підтримавши повстання посадських людей та козаків, що призвело до кардинальної зміни на театрі воєнних дій та, по суті, врятувало Лжедмитрія I від краху. Керівниками путивльського повстанського табору 18 листопада 1604 р. стали місцеві діти боярські Ю. Беззубцев та С. Булгаков. Керували Путивлем троє присланих із Москви воєвод — Михайло Салтиков, князь Василь Рубець-Мосальський та дяк Богдан Сутупов. Лист, написаний невідомим поляком з-під Новгорода Сіверського у дні заколоту 18 листопада 1604 р. в Путивлі, показує, що повсталим допомагав дяк Богдан Сутупов, а член Боярської думи Михайло Салтиков і князь Мосальський (майбутній організатор вбивства царевича Федора Годунова і цариці Марії Годунової) були на боці царя Бориса і намагалися протидіяти заколоту, але їх пов'язали та відвезли до табору самозванця. Під час повстання дяк Богдан Сутупов вберіг скарбницю, з великою сумою, призначену для виплати платні служивим людям і кріпацтва, а потім доставив її самозванцю до його табору.
Весною 1605 року Юрій Беззубцев активно підтримував Лжедмитрія I проти царя Бориса Годунова. У квітні-травні 1605 відіграв значну роль під час настання самозванця на Москву. Боярин та воєвода Михайло Салтиков, який керував тоді штурмом Кром, де сховалися прихильники самозванця — донські козаки на чолі з отаманом А. Корелою, став обстрілювати фортецю з артилерії. Незабаром від неї вже нічого не залишилося, але донці билися з люттю приречених, не бажаючи здаватися живими до рук царського воєводи. Отаман Андрій Корела попередив самозванця, що йому доведеться здати Кроми, якщо «царевич» не надішле до нього підкріплення. Самозванець зібрав, скільки зміг, ратних людей у Путивлі та відправив загін (500 осіб) під командуванням сина боярського Юрія Беззубцева до Кромів. Ю. Беззубцев зміг обдурити пильність царських військ, зосереджених у таборі головного воєводи князя Федора Мстиславського під Кромами, і безперешкодно пробратися у фортецю разом із обозами з харчами та припасами: «Прийшов у Кроми з Путивля від Ростриги Юшко Беззубцов із шляхимцями на допомогу кромським сидільцям». Незабаром отамана Андрія Корела було поранено, і козаки перестали здійснювати вилазки з обложеної фортеці. Царським воєводам тепер стало не до козаків, бо в таборі спалахнула дизентерія. З царської армії почалося повальне дезертирство як простих ратників, і дітей боярських і дворян.
У 1606 — 1607 роках Юрій Беззубцев брав активну участь у повстанні під керівництвом Івана Болотникова проти нового царя Василя Шуйського, очолюючи загін козаків, холопів-утікачів і селян. Торішнього серпня 1606 року у битві під Кромами І. Болотников і Ю. Беззубцев розгромили царське військо під проводом князя Юрія Трубецького і боярина Михайла Нагого. Потім брав участь у поході повстанської армії на Москву та її невдалу облогу. У грудні 1606 року після розгрому під Москвою та розколу в таборі повсталих Юрій Беззубцев зберіг вірність Івану Болотникову. У бою під селом Коломенським у полон було взято Дмитра Беззубцева, старшого сина Юрія. Надалі Юрій Беззубцев брав участь в обороні Калуги та Тули від царської армії. У жовтні 1607 року після капітуляції Тули цар Василь Шуйський покарав усіх головних керівників бунтівників, крім Беззубцева. Юрія Беззубцева на чолі 4-х тисячного загону козаків було відправлено під Калугу, щоб умовити бунтівників скласти зброю і здатися. З-під Калуги Юрій Беззубцев із козаками пішов на Сіверщину, де приєднався з Лжедмитрієм II.
В 1609 Юрій Беззубцев виступав на боці Лжедмитрія ІІ, потім в 1611 став учасником Першого народного ополчення.
За Михайла Федоровича — воєвода в Путивлі. Під командуванням Беззубцева путивляни та чернігівці у 1614 році вторглися у межі Речі Посполитої, взяли та спалили Сенчу, захопили артилерію, безліч трофеїв та полону. Потім була взята Лохвиця, де був відбитий московський полон. У наступному році такий же загін на чолі з Беззубцевим разом з рильськів'янами Костянтина Ширкова взяв Хорол і Миргород, знову захопивши безліч трофеїв та полон, відбивши московський полон. За це від царського уряду Беззубцеву було надано чарку в три карбованці, вісім аршинів камки на шість карбованців і 10 куниці на 12 карбованців. Беззубців залишався на головуванні в Путивлі мінімум до 1617 року. Аж до Деулинського перемир'я йому належало село Салигіне в Новгород-Сіверському повіті.